# لاریسا ایلچنکو
لاریسا ایلچنکو (روسی: Лариса Дмитриевна Ильченко؛ زادهٔ ۱۸ نوامبر ۱۹۸۸) شناگر اهل روسیه است.
وی همچنین برندهٔ جوایزی همچون نشان دوستی شده‌است.
وی در مسابقات کشوری و بین‌المللی در مجموع برندهٔ ۹ مدال طلا، ۱ مدال نقره، ۱ مدال برنز شده‌است.